# Eroziunea solului

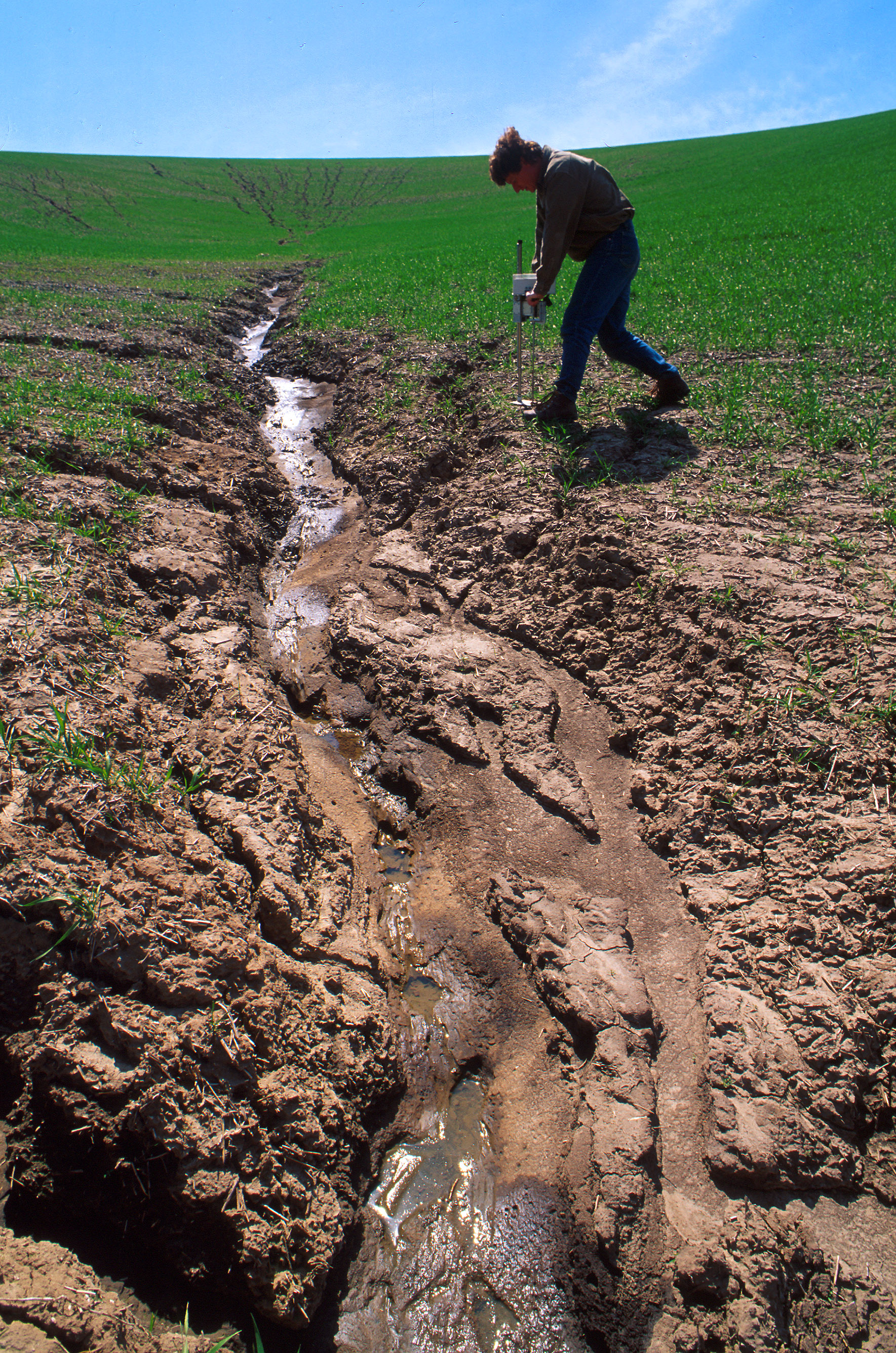
Eroziune într-o zonă cultivată cu grâu lângâ Universitatea Statului Washington, SUA

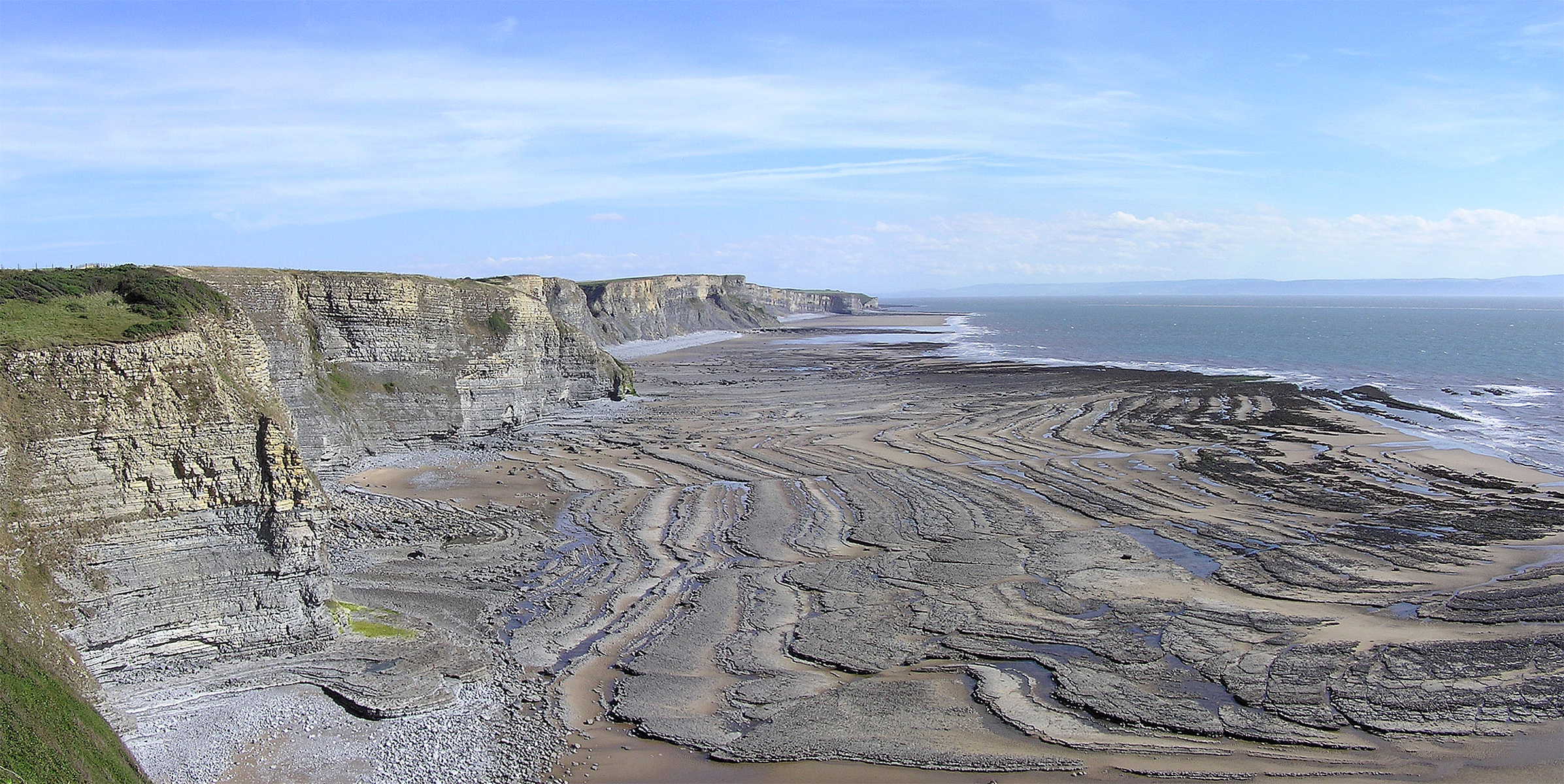
Eroziune a unei faleze maritime la Southerndown în sudul Țării Galilor, Regatul Unit

Prin eroziune se înțelege degradarea solului sau a rocilor, caracterizată prin desprinderea particulelor neconsolidate și îndepărtarea lor prin acțiunea ploii sau a vântului. Eroziunea poate fi combătută prin lucrări hidrotehnice, împăduriri etc. Eroziunea solului este deplasarea particulelor de solid de la suprafața uscatului prin acțiunea vântului, apei sau gheții sau ca urmare a acțiunii unor organisme vii (bioeroziune).
Eroziunea este de mai multe feluri:
- eroziune eoliană – îndepărtarea progresivă a fragmentelor de sol și roci prin acțiunea vântului.
- eroziune fluvială- distrugerea progresivă a materialului din albia și din malurile unui râu. Stabilizarea malurilor se poate face prin plantarea de copaci.
- eroziune glaciară - îndepartarea progresivă a rocilor de bază, a solului și a altor materiale de către ghețari.
- eroziune marină - îndepărtarea treptată a materiilor din alcătuirea zonei litorale de către mare.
- eroziune pluvială - eroziune areolară incipientă, rezultată prin izbirea solului, descoperit de vegetatie, de către picăturile de ploaie.
- eroziune termică - topirea unor bucăți de gheață încorporate în sedimentele de mal sau de albie, ce antrenează particule de sol, creând denivelări, nișe de mal etc.

## Puterea ploii
Forța erozivă a apei de ploaie îndepărtează treptat straturile succesive de suprafață, lăsând în urmă zone de roci rezistente la eroziune, care apar ca stânci sau munți izolați.
| Formațiune    | Tip               | Locație                   |
| ------------- | ----------------- | ------------------------- |
| The Mittes    | Stânci în deșert  | Monument Valley, SUA      |
| Delicate Arch | Arc din gresie    | Arches National Park, SUA |
| Devil's Tower | Rocă de bazalt    | Wyoming, SUA              |
| Tepuis        | Munți izolați     | Venezuela                 |
| Meteora       | Turnuri de gresie | Grecia                    |
| Uluru         | Colina de gresie  | Australia                 |
| Wave Rock     | Apă și Vânt       | Australia                 |
| The Pinnacles | Stâlpi de calcar  | Australia                 |

## Stâlpii de pământ

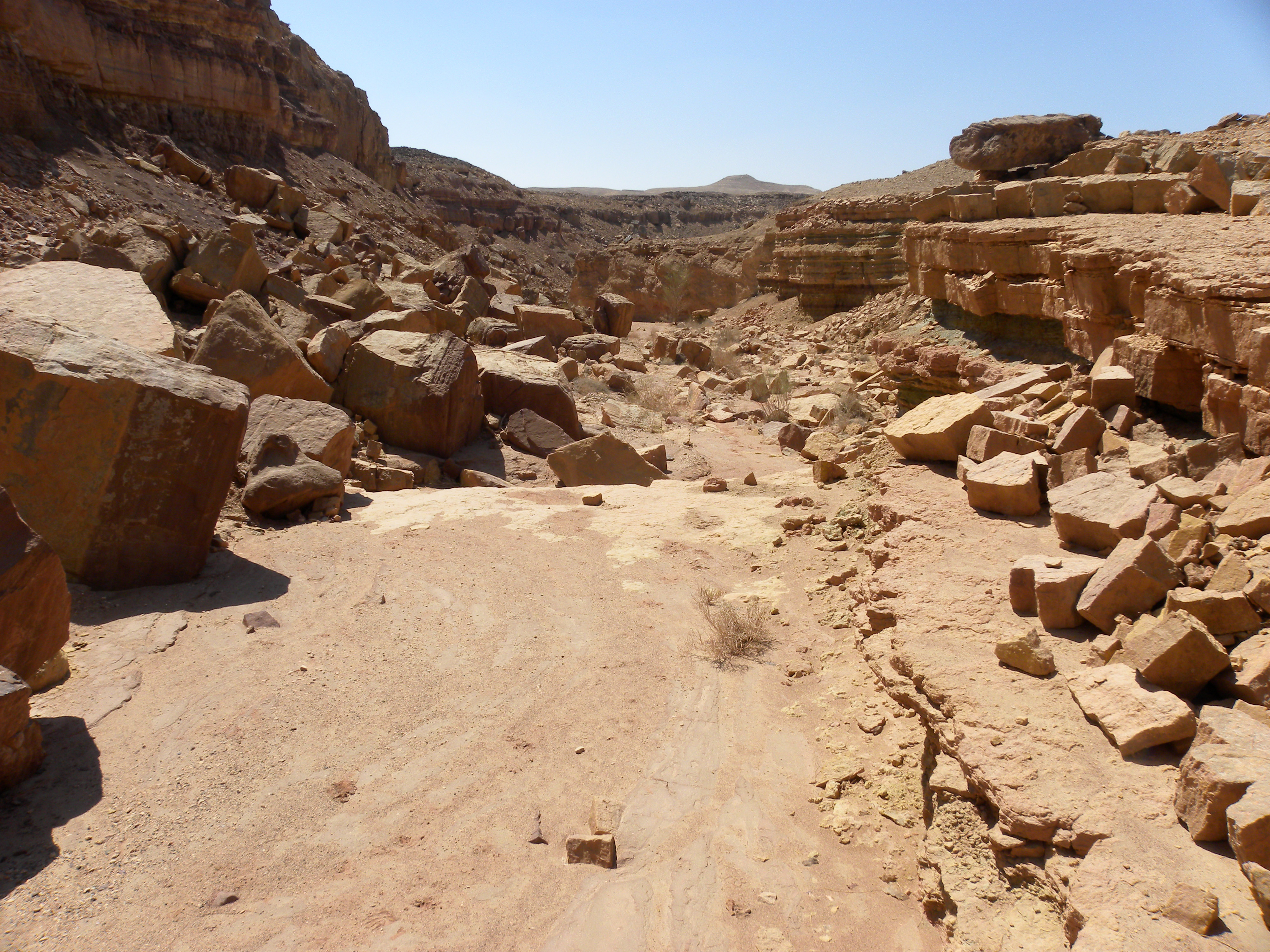

Stâlpii de pământ au diferite porecle: "Oamenii micuți" sau "ciuperci de pământ" în nordul Italiei, "doamne cu pălării"(demoiselles coiffées) în Alpii Francezi și "hoodoo" în America de Nord.
În zonele semiaride, materialul afânat de la suprafață și rocile solubile pot fi cărate de ploile bruște și puternice, cu excepția locurilor în care zona de dedesubt e protejată de roci mai dure. O inundație poate deplasa atat de mult material, încat lasă în urmă stâlpi de rocă mai moale, având în vârf formațiuni de rocă rezistentă la eroziune.

## Arce
Deși pare curios, tot apa este răspunzătoare și de crearea arcelor de piatră. Apa de ploaie spală grăunțele de gresie, iar iarna, prin dilatarea gheții, se rup fragmente de rocă, expunând noi zone pentru eroziune. Astfel, cu timpul, gura din arc se mărește.

## Vânt și nisip
Eroziunea vântului e semnificativă doar în regiunile aride și deșerturi, unde deplasează nisipul și solul. Regiunea White Sands, din New Mexico (SUA), e acoperită de un strat de nisip și gips care a fost erodart de pe munții de vest și depus aici. Când vântul miscă nisipul, acesta se depune în jurul unor obstacole precum rocile și vegetația. Vântul care cară nisip bate pe lângă aceste depuneri, lăsând în urmă copaci cu un înveliș de nisip.